# Tipula pedicioides
Tipula pedicioides är en tvåvingeart som beskrevs av Alexander 1948. Tipula pedicioides ingår i släktet Tipula och familjen storharkrankar. Inga underarter finns listade i Catalogue of Life.